# Bénédictionnaire de saint Æthelwold
Le bénédictionnaire de saint Æthelwold est un bénédictionnaire enluminé datant du Xe siècle, écrit par le moine Godeman à la demande d'Æthelwold, évêque de Winchester. Le manuscrit, richement illustré et décoré, collecte un ensemble de bénédictions pontificales employées pendant les messes ainsi que pour la bénédiction des bougies au cours de la fête de la purification. Il s'agit du plus important ouvrage subsistant de l'école d'enluminure anglo-saxonne de Winchester.

## Historique
Le manuscrit est produit entre 963 et 984, plus probablement pendant les années 970. Les folios 4r et 5v sont constitués d'un texte latin qui décrit les origines du manuscrit :

« Un évêque, le grand Æthelwold, que le Seigneur avait placé sur le siège de Winchester, commanda à un moine d'écrire le présent livre(…) Il ordonna également que dans ce livre fussent peints de nombreux tableaux bellement ornés et emplis de figures variées, décorées de nombreuses et belles couleurs ainsi que d'or.  Le Boanerges déjà nommé le fit composer pour son propre usage(…) Que tous ceux qui voient ce livre prient sans cesse pour qu'après avoir quitté le monde des vivants je puisse atteindre au Paradis. Moi, Godeman le scribe, j'implore que cela soit. »

Æthelwold est évêque de Winchester de 963 jusqu'à sa mort en 984, le manuscrit doit donc avoir été composé entre ces deux dates. La bénédiction pour la fête de saint Swithun évoque des miracles que celui-ci a réalisé, ce qui mène l'historien H.A.Wilson à en conclure que cette bénédiction n'a pas pu être écrite avant le transfert des reliques de Swithun, daté du 15 juillet 971. Par ailleurs, l'importance attribuée dans le manuscrit à sainte Etheldrède suggère qu'il n'aurait pas été composé avant les années 970 au cours desquelles Æthelwold procède à la refondation de l'abbaye d'Ely, qui avait été initialement fondée par Etheldrède. Enfin, l'historien R.Deshman avance que les dessins ajoutés au Missel de Leofric (Oxford, Bodleian Library, MS Bodley 579) vers 979 témoignent d'une influence des enluminures du bénédictionnaire de saint Æthelwold, ce qui implique que celui-ci est composé avant 979.
Le scribe Godeman est moine à l'Old Minster de Winchester, et il est possible qu'il appartienne au groupe de moines qu'Æthelwold fait venir d'Abingdon pour remplacer les chanoines qui s'y trouvaient jusqu'alors. Æthelwold l'envoie en 973 dans le monastère nouvellement construit à Thorney, soit à titre de représentant mais en conservant pour lui-même le titre d'abbé, soit en nommant directement Godeman abbé de Thorney. Quoi qu'il en soit, Godeman reste abbé de Thorney après la mort d'Æthelwold. Le Livre Rouge de Thorney indique que Godeman était son chapelain personnel. L'ensemble du texte est de sa propre main, et plusieurs spécialistes tendent à penser qu'il est également l'auteur des enluminures, le tout sous la supervision directe d'Æthelwold.
Il est probable que le Bénédictionnaire soit conservé à Winchester après la mort d'Æthelwold. Toutefois, la reliure est renforcée par une liste de reliques présentes à l'abbaye de Hyde au XVe siècle, ce qui semble indiquer que le manuscrit a pu se trouver dans cette abbaye à un moment ou un autre du Moyen Âge. Au XVIIe siècle, il est en possession d'Henry Compton qui dirige une maison-Dieu à Winchester et deviendra évêque d'Oxford en 1674 puis de Londres en 1675. Compton meurt en 1713, et le manuscrit entre en possession de son neveu le général Hatton Compton, lieutenant de la Tour, qui le confie à son tour à William Cavendish, deuxième duc du Devonshire. Le Bénédictionnaire est enfin acheté par la British Library aux descendants du duc.

## Composition
Le manuscrit est composé de feuillets de parchemin de 290 mm de hauteur pour 225 mm de largeur. On y trouve 28 miniatures en pleine page, 19 autres pages encadrées, et deux lettrines historiées en pleine page, dont l'une encadrée. Le programme est incomplet : il est probable qu'un ensemble supplémentaire de 15 miniatures en pleine page, ainsi que d'autres pages encadrées, ait été initialement prévus. La palette de couleurs est très vaste, et l'emploi de rehauts d'or et d'argent est fréquent. Le style des miniatures se caractérise par des couleurs brillantes, des ornements d'acanthe exubérants, et des figures qui dépassent souvent le cadre des bordures richement ornées et se superposent fréquemment. Le texte est écrit en minuscule caroline anglaise . Il s'agit d'un exemple typique de l'école d'enluminure de Winchester, considéré comme un chef d’œuvre de l'art anglo-saxon et comme l'un des trésors les plus précieux de la British Library : c'est un objet particulièrement rare, et il s'agit du plus ancien bénédictionnaire enluminé connu.
La reliure en maroquin brun-rouge est due à Sybil Pye qui remplace en 1925 la reliure précédente faite de maroquin rouge, au dos très ouvragé, qui devait dater des environs de 1670 et est attribuée à Samuel Mearne, relieur de Charles II.

## Le texte

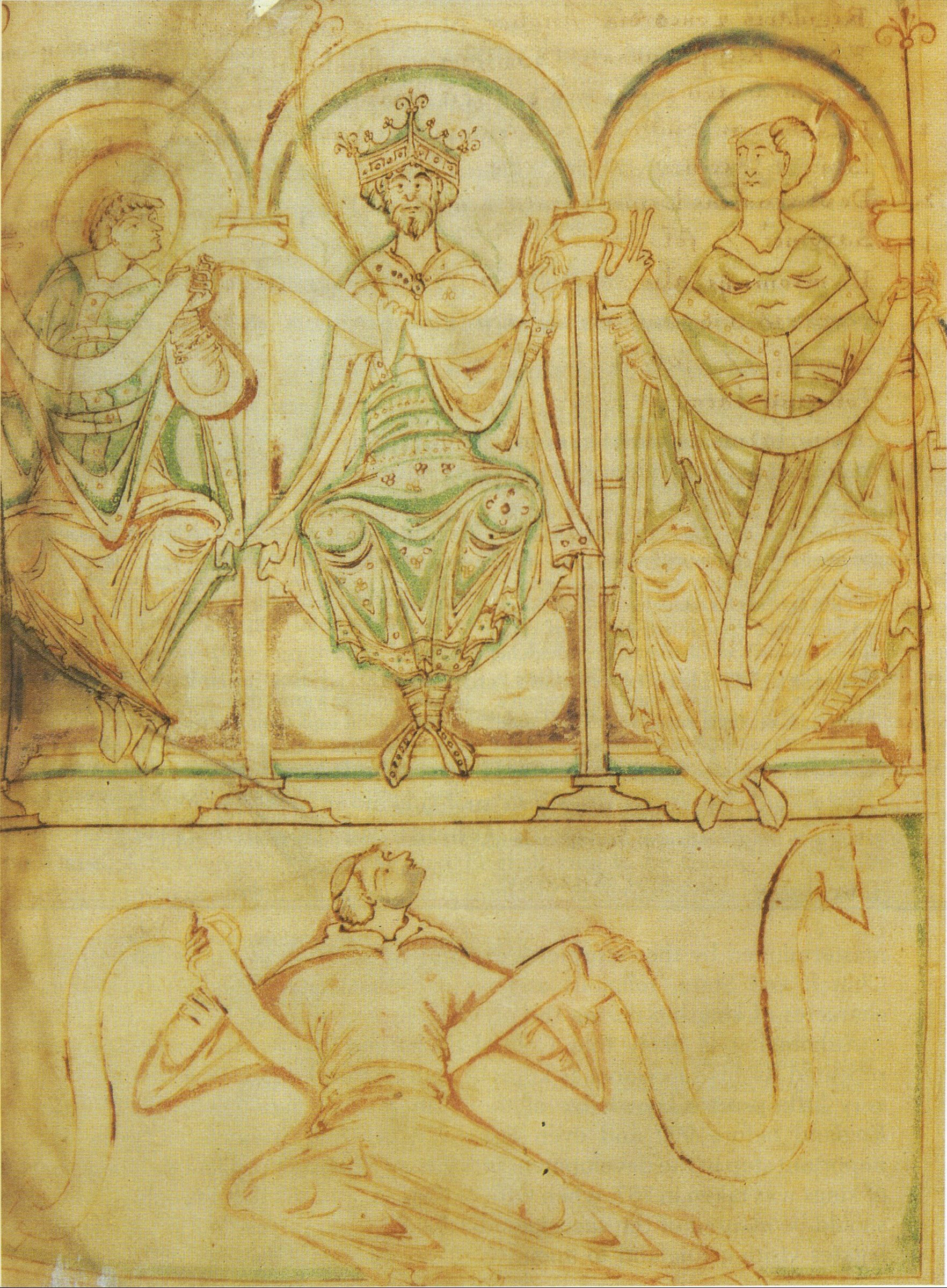
Le roi Edgar entouré de saint Æthelwold, commanditaire du Bénédictionnaire, et de saint Dunstan. Manuscrit du Regularis Concordia, XI, British Library

Le texte latin rassemble les bénédictions que l'évêque est appelé à formuler pendant les messes. Une bénédiction différente est prévue pour chaque jour de l'année liturgique et pour la fête de chaque saint ; le manuscrit de saint Æthelwold contient des bénédictions pour la fête de trois saints locaux (Vedast, Etheldrède et Swithun) qui ne se seraient pas trouvés dans un bénédictionnaire provenant d'une autre région. Le texte semble opérer un rapprochement entre la tradition grégorienne issue du supplément de saint Benoît d'Aniane à l'Hadrianum (le sacramentaire papal romain), et un texte gallican du VIIIe siècle. Plusieurs bénédictions ont été également composées à Winchester. Ce texte hybride fait écho à celui du Bénédictionnaire de Ramsey (Paris, Bibliothèque nationale, MS lat. 987) qui a pu être également composé par Godeman. Il n'est pas clairement établi lequel des deux est l'original : A.J. Prescott estime que le manuscrit de Ramsey a dû être composé par Godeman suivant les instructions d'Æthelwold et dans le but de le faire expédier ailleurs qu'à Winchester, mais qu'Æthelwold en fut si satisfait qu'il en commanda un autre exemplaire pour lui-même. Dumville, de son côté, juge que les deux bénédictionnaires s'empruntent l'un à l'autre. Quoi qu'il en soit, le texte hybride va revêtir une influence considérable dans l’Angleterre et la France des Xe et XIe siècles.